# Saint-Gondon
Saint-Gondon é uma comuna francesa na região administrativa do Centro, no departamento Loiret. Estende-se por uma área de 22,23 km². Em 2010 a comuna tinha 1 119 habitantes (densidade: 50,3 hab./km²).